# Pádua Andrade
Antônio de Pádua de Deus Andrade (Campo Maior, 1966), conhecido como Pádua Andrade, é um engenheiro civil que serviu como Ministro da Integração Nacional do Brasil. Exerce atualmente o cargo de Secretário de Estado de Transportes do Pará.
Embora piauiense, é radicado em Marabá, sendo, inclusive, cidadão honorário do município.

## Biografia
Nascido, em 1966, em Campo Maior, no estado do Piauí, rumou para o estado do Ceará na juventude em busca de melhores condição de vida e trabalho.
Em Fortaleza, formou-se em engenharia civil pela Universidade Federal do Ceará. Além disso, também é mestre em gestão de pessoas e pós-graduado em engenharia de segurança do trabalho pela Universidade Potiguar e pós-graduado em engenharia de produção pela Fundação Getúlio Vargas. Antônio ainda possui formação em teologia pela Faculdade Teológica Bereana Internacional. Em 2019, Pádua Andrade recebeu o título de Cidadão Cearense, com a iniciativa da homenagem sendo proposta pelo deputado Leonardo Araújo, do MDB.
Pádua Andrade começou a trabalhar em diversas empresas de engenharia nas regiões norte e nordeste do Brasil, em especial a CMT Engenharia, destacando-se suas obras nas cidades de Senador Pompeu, Manaus e Fortaleza. Sua assinatura está em construções como a Ponte Estaiada (Lajeado-TO – Miracema/TO) e a construção de onze pontes na BR-222, entre Marabá e Rondon do Pará.
Em Marabá, capitaneou a ampliação do sistema de tratamento e abastecimento de água e de tratamento e coleta de esgoto, além da duplicação da BR-230, no trecho urbano da cidade.

## Trajetória política
O destaque que ganhou com a duplicação da BR-230, o gabaritou para ser indicado, em 2013, a ocupar a função de Secretário Municipal de Viação e Obras Públicas de Marabá (SEVOP), na gestão de João Salame Neto. Deixou as funções, em 2016, para assumir como diretor de engenharia da Companhia Docas do Estado de São Paulo.
Em 2017 foi indicado pelos irmãos João e Beto Salame para ser Secretário Nacional de Infraestrutura Hídrica; tal ação foi possível porque filiou-se ao Partido do Movimento Democrático Brasileiro em Marabá naquele mesmo ano, a convite do deputado João Chamon Neto.
Em 10 de abril de 2018, após a desincompatibilização de Helder Barbalho para concorrer ao governo do Pará, Pádua Andrade assumiu o Ministério da Integração Nacional. Em 1 de janeiro de 2019 deixa o cargo de ministro para assumir o cargo de Secretário de Estado de Transportes do Pará.

## Controvérsias
Em 2018, o economista Mário Ramos Ribeiro deixou o Ministério da Integração Nacional para denunciar o ministro Antônio de Pádua Andrade de acobertar um sistema de fraudes em contratos de Tecnologia da Informação no Ministério. Segundo Mário, ele teria alertado seus superiores sobre o perigo de tal atuação, que acobertava um sistema milionário de irregularidades. O Ministério da Integração Nacional nega qualquer envolvimento no caso, defendendo a utilização devida dos projetos de licitação.